# Kościół św. Marii Magdaleny i klasztor Reformatów w Koninie
Kościół świętej Marii Magdaleny i klasztor Reformatów w Koninie – rzymskokatolicki kościół parafialny i klasztor franciszkanów reformatów w Koninie, na dawnym Przedmieściu Kolskim, przy ulicy Reformackiej.
Kościół św. Marii Magdaleny pochodzi z roku 1727, barokowy, jednonawowy. Posiada trzy ołtarze późnobarokowe z połowy XVIII wieku. W kościele zachowała się rzeźba Pietà Chrystusa Frasobliwego, o charakterze ludowym, z roku 1430, oraz gotycka rzeźba Madonny z Dzieciątkiem z 1490 roku. Klasztor przytyka od wschodu dwoma skrzydłami do kościoła. Zabudowanie klasztorne wzniesione w 1733 przez brata Mateusza Osieckiego. Dwukondygnacyjny na planie podkowy z wirydarzem pośrodku. Kondygnacje oddzielone gzymsem kordonowym. U zbiegu skrzydeł północnego i wschodniego rotunda na cokole mieszcząca pierwotnie bibliotekę. Dawniej kościół klasztorny, od 1969 również parafialny.